# Пајн Лејкс (Флорида)
Пајн Лејкс (енгл. Pine Lakes) насељено је место без административног статуса у америчкој савезној држави Флорида.

## Демографија
По попису из 2010. године број становника је 862, што је 107 (14,2%) становника више него 2000. године.
| Група             | 2000.       | 2010.       |
| Белци             | 712 (94,3%) | 761 (88,3%) |
| Афроамериканци    | 7 (0,9%)    | 9 (1,0%)    |
| Азијати           | 1 (0,1%)    | 2 (0,2%)    |
| Хиспаноамериканци | 21 (2,8%)   | 77 (8,9%)   |
| Укупно            | 755         | 862         |